# Pederastia na Grécia Antiga

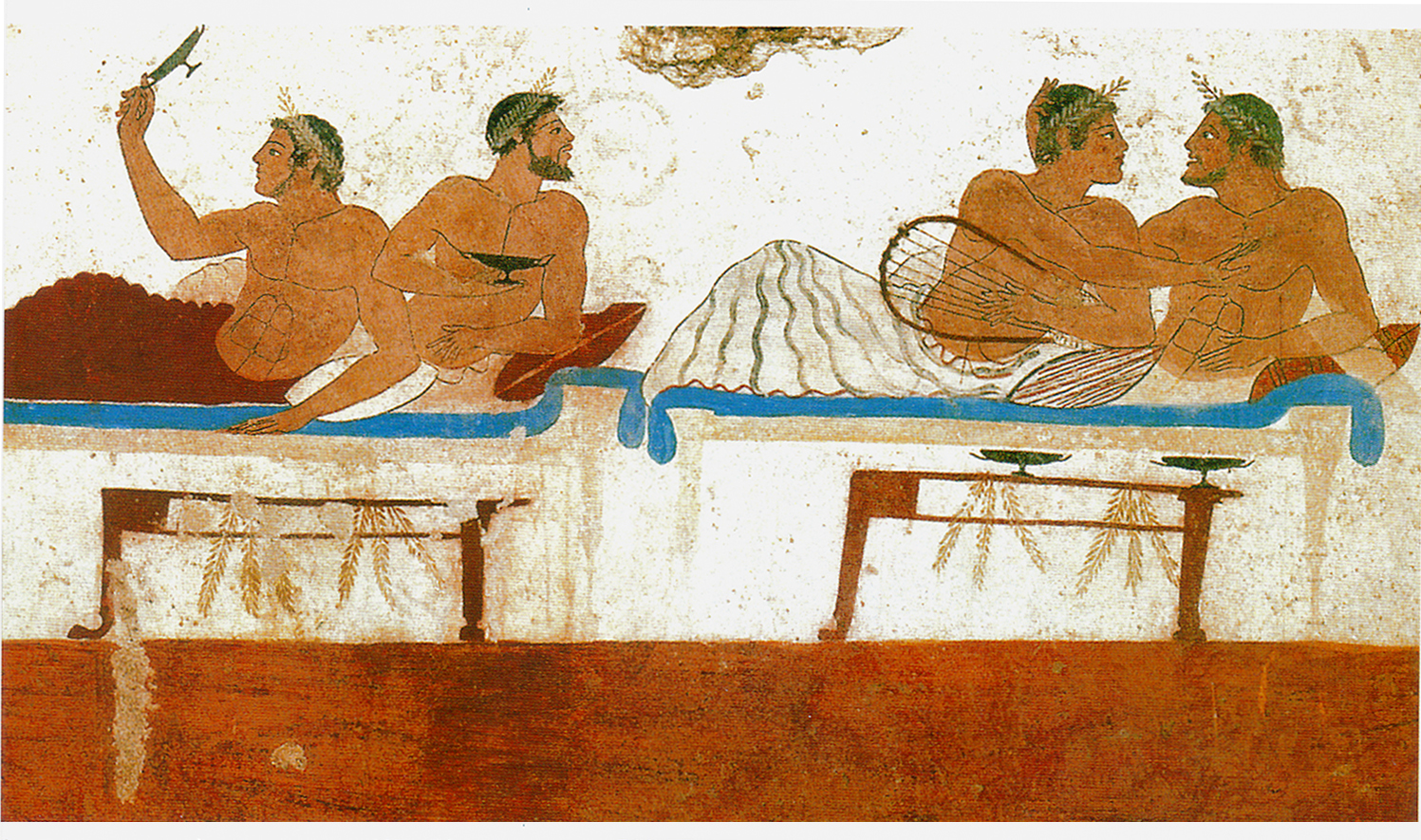
Casais pederastas em um simpósio, como descrito no afresco de um túmulo na colônia grega de Pesto, na Itália

A pederastia na Grécia Antiga era uma relação socialmente reconhecida entre um adulto e um jovem do sexo masculino geralmente na adolescência. Foi uma característica social dos períodos arcaico e clássico.  Alguns estudiosos localizam sua origem no ritual de iniciação, especialmente os ritos de passagem.  Na ilha de Creta, a prática foi associada com a entrada na vida militar e na religião de Zeus.  O costume social chamado pelos gregos de paiderastia era tanto idealizado quanto criticado na literatura e na filosofia antigas; o costume não aparece nos poemas Épicos de Homero e parece ter se desenvolvido no final do século VII a.C., como um aspecto da cultura grega homossocial, que foi caracterizada também pela nudez atlética e artística, o casamento adiado por aristocratas, simpósios e pelo isolamento social das mulheres.  A influência da pederastia era tão difundida que tem sido chamada de "a essência do modelo cultural para relações livres entre os cidadãos."
Estudiosos têm debatido o papel e (ou) a importância da atividade sexual, que é susceptível a ter variado de acordo com o costume local e com a inclinação individual.[carece de fontes?] Atualmente, o termo "pederastia" implica o abuso de menores, mas o direito ateniense, por exemplo, não reconhecia o consentimento e a idade como fatores de regulação do comportamento sexual. Conforme o historiador clássico Robin Osborne indicou, a discussão histórica da pederastia é complicada no século XXI devido aos padrões morais vigentes:
É o trabalho do historiador chamar a atenção para as questões pessoais, sociais, políticas e até morais por trás das representações literárias e artísticas do mundo grego. O trabalho do historiador é apresentar a pederastia e tudo o que a envolvia, para ter certeza de que... encarando que a glória que foi a Grécia era parte de um mundo em que muitos dos nossos próprios valores encontram-se desafiados e não reforçados.